# Žiga Dimec
Žiga Dimec (Celje, 20 febbraio 1993) è un cestista sloveno.

## Palmarès

### Squadra
- Campionato sloveno: 1

Cedevita Olimpija: 2020-21
- Coppa di Slovenia: 2

Krka Novo mesto: 2016
Primorska: 2020
- Supercoppa slovena: 4

Krka Novo mesto: 2016
Primorska: 2019
Cedevita Olimpija: 2020, 2021

### Nazionale
- Europei: 
Romania/Finlandia/Israele/Turchia 2017